# Alexandre I de Bulgària
Alexandre Josep de Battenberg (5 d'abril de 1857 - 17 de novembre de 1893) va ser el primer príncep (kniaz) de la moderna Bulgària, i regnà des del 29 d'abril de 1879 fins al 7 de setembre de 1886.

## Orígens
Alexandre era el fill segon del príncep Alexandre de Hessen-Darmstadt en el seu matrimoni morganàtic amb la Comtessa Júlia von Hauke. La comtessa va obtenir el títol de Princesa de Battenberg (derivat de la residència dels grans ducs de Hesse) i el tractament de Durchlaucht (Serena Altesa) el 1858. El Príncep Alexandre era el nebot del tsar Alexandre II de Rússia, que s'havia casat amb una germana del Príncep Alexandre de Hesse, Maria; la seva mare, filla del comte Hans Moritz von Hauke, havia estat assistent de la tsarina de Rússia.

## Príncep de Bulgària

Monograma Real del Príncep Alexandre de Battenberg.

Durant la seva infància i joventut Alexandre de Battenberg va visitar amb freqüència Sant Petersburg i va acompanyar al seu oncle, el tsar, que es trobava molt encapritxat amb ell durant la Guerra entre Rússia i l'Imperi otomà en 1877. Quan, a causa de les clàusules del Tractat de Berlín de 1878, Bulgària es va convertir en un principat autònom dins de la sobirania de l'Imperi otomà, el tsar va recomanar al seu nebot com a candidat al tron búlgar i l'Assemblea Nacional de Bulgària unànimement va triar al príncep Alexandre com a Príncep de Bulgària el 29 d'abril de 1879. En aquella època es trobava servint en la guàrdia prussiana de Potsdam com a tinent. Abans de dirigir-se a Bulgària, el nou Príncep es va reunir amb el tsar rus a Livàdia, i també va visitar diverses corts europees i la cort del sultà otomà. Un vaixell de guerra rus el va portar a Varna, i després de jurar la nova constitució búlgara a Tarnovo el 8 de juliol de 1879 es va traslladar a Sofia. Durant el viatge el poble búlgar el va rebre amb immens entusiasme.
El nou príncep mancava d'experiència de govern, i aviat es va trobar amb diversos problemes. D'una banda es va trobar entre els representants oficials de Rússia, que volien que es comportés com un rei vassall del tsar i els polítics búlgars, que desitjaven major autonomia per a Bulgària en la política europea, i que sovint expressaven les seves intencions mitjançant la violència terrorista, amenaçant l'estabilitat del país.
Després de tractar de governar sota aquestes difícils condicions durant gairebé dos anys el Príncep, amb el consentiment del tsar Alexandre II de Rússia, va assumir el poder absolut el 9 de maig de 1881, suspenent la constitució democràtica durant un període de set anys. No obstant això, el seu projecte de govern va resultar en un fracàs; el cop d'estat monàrquic va enfuriar als polítics liberals i radicals búlgars, i el poder de facto es trobava en mans de dos generals russos: Leonid Sobolev i Aleksandr Kaulbars, enviats especialment des de Sant Petersburg. El Príncep Alexandre, després de tractar en va d'obtenir la fidelitat dels generals, va restaurar la Constitució amb el suport de tots els partits polítics búlgars el 18 de setembre de 1883, provocant una seriosa ruptura amb Rússia, la qual cosa el va portar a fomentar les aspiracions nacionals dels búlgars per mantenir-se en el poder.
La revolució de Plòvdiv el 18 de setembre de 1885, que va concloure amb la unió del territori de Rumèlia Oriental amb Bulgària, va tenir lloc amb el consentiment d'Alexandre, que va assumir el govern de la nova província búlgara. Això va provocar la reacció de Sèrbia, que també tenia aspiracions territorials a Rumèlia. El 1886, el príncep va donar mostres d'una considerable habilitat diplomàtica i militar. Va dirigir personalment a l'exèrcit búlgar (privat de l'adreça dels oficials russos, que havien estat retirats pel govern de Sant Petersburg com a protesta) contra el veí regne de Sèrbia, i després de la brillant victòria de Slivnitza el 19 de novembre va perseguir als exèrcits serbis (al seu torn liderats pel rei Milà) fins a Pirot, on va capturar al monarca serbi el 27 de novembre. Encara que la intervenció de l'Imperi austrohongarès va protegir a Sèrbia de les conseqüències de la derrota, la victòria del Príncep Alexandre va garantir l'annexió de Rumèlia, i després de llargues negociacions amb el sultà Abdul Hamid II, el 5 d'abril de 1886 va ser nomenat governador general de Rumèlia durant cinc anys.

## Pèrdua del tron

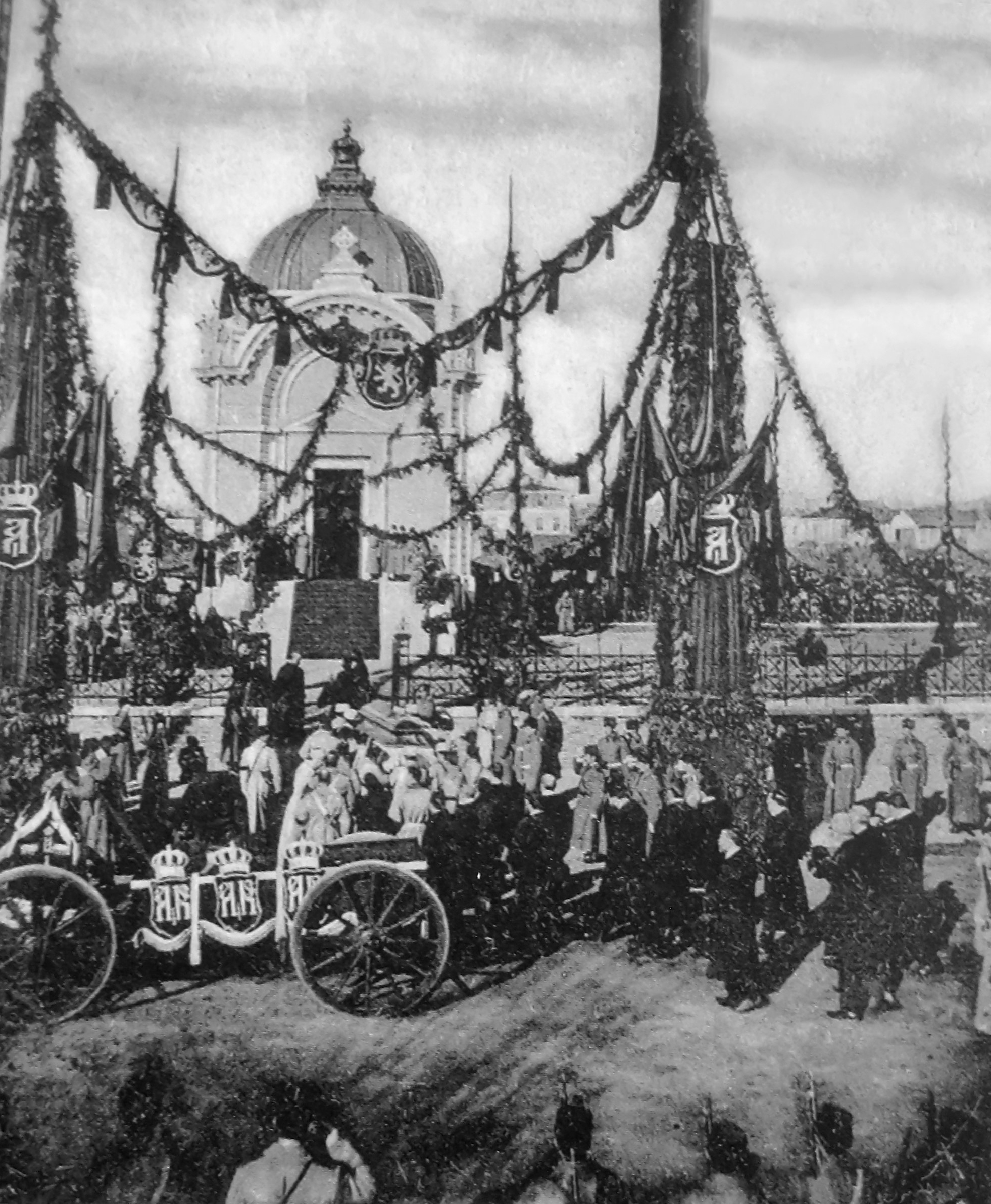
El seu enterrament en el Mausoleu de Sofia.

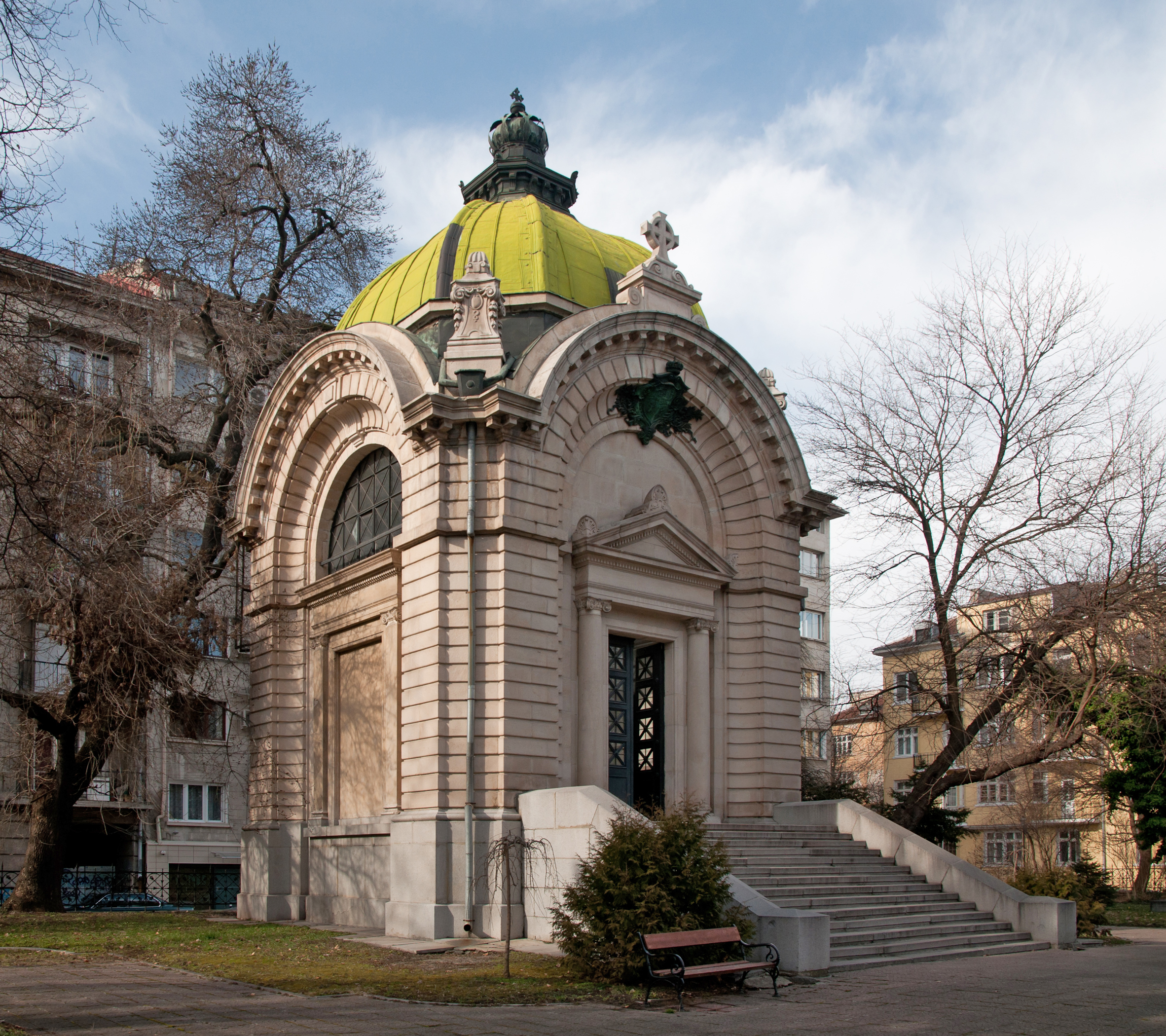
Vista actual del Mausoleu Battenberg a Sofia.

No obstant això, l'acord amb l'Imperi otomà li va costar a Alexandre gran part de la seva popularitat a Bulgària, i el descontentament es va estendre entre els oficials búlgars, que es consideraven agreujats per la distribució de guanys després del final de la campanya. Aviat es va configurar una conspiració militar recolzada des de Rússia i en la nit del 20 d'agost de 1886 els conspiradors van arrestar al príncep al seu palau de Sofia i el van forçar a signar la seva abdicació; llavors el van portar fins a Rakhovo, al riu Danubi i el van transportar en el seu iot fins a Reni, on el van lliurar a les autoritats russes, que li van permetre exiliar-se a Lviv. No obstant això, aviat va tornar a Bulgària com a resultat de la contrarevolució dirigida per Stèfan Stambolov que va enderrocar al govern provisional creat pels conspiradors. No obstant això, la seva posició es va tornar insostenible, en part a causa del seu ofensiu telegrama dirigit al tsar Alexandre III de Rússia. L'actitud del canceller d'Alemanya, Otto von Bismarck, que, d'acord amb els governs de Rússia i Àustria-Hongria li van prohibir castigar els líders de la conspiració militar, també va afeblir la posició d'Alexandre. Finalment va signar un manifest renunciant al tron i va abandonar Bulgària el 8 de setembre de 1886.

## Últims anys
Alexandre es va retirar a la vida privada. Uns pocs anys després es va casar amb Johanna Loisinger, una actriu, i va assumir el títol de Comte de Hartenau el 6 de febrer de 1889. D'aquest matrimoni van néixer un fill i una filla. Va passar la major part de la resta de la seva vida a Gratz, on va mantenir una posició local a l'exèrcit austríac, i on va morir el 23 d'octubre de 1893. Les seves restes van ser posteriorment traslladats a Sofia, on van rebre un funeral públic i van ser enterrats al Mausoleu Battenberg, aixecat en la seva memòria.
Segons els testimoniatges de l'època, el príncep Alexandre de Battenberg posseïa un caràcter encantador i amable; era alt, digne i molt atractiu. Les autoritats van reconèixer la seva capacitat com a militar. Com a governant va cometre alguns errors, però la seva joventut i inexperiència, i sobretot la seva posició, extremadament difícil, van ser en la seva major part responsables d'aquests. Tenia certa habilitat diplomàtica i la seva intuïció i percepció li van permetre a vegades superar polítics molt més astuts i capaços. El seu principal defecte va ser la seva falta de tenacitat i resolució, així com la seva tendència a utilitzar un llenguatge directe i mordaç que indubtablement li va guanyar nombrosos enemics.

## Distincions honorífiques

### Distincions honorífiques búlgares
- Gran mestre (i fundador) de l'Ordre Militar de la Valentia (01/01/1880).
- Gran mestre (i fundador) de l'Ordre de Sant Alexandre (25/12/1881).

### Distincions honorífiques estrangeres
- Cavaller de la gran creu d'honor de l'Ordre del Bany (Regne Unit).
- Cavaller de l'Ordre de l'Àguila Negra (Imperi Alemany).
- Cavaller de la gran creu de l'Ordre de Lluís (Gran Ducat de Hesse-Darmstadt).